# Eva Hansson
Eva Hansson, född 5 november 1945, är en svensk antikvitetshandlare och expert på svenska kopparföremål, kopparslagare samt deras stämplar och signaturer.

## Biografi
Hansson är utbildad bibliotekarie och har arbetat som sådan innan hon började läsa konsthistoria på universitetet. I början av 1970-talet arbetade hon i sina svärföräldrars antikaffär och sålde några kopparföremål vilket väckte hennes intresse för området.
Hon upptäckte att det fanns väldokumenterad information om föremål i guld, silver och tenn och hantverkare som arbetar med dessa metaller, men att det var svårt att hitta information om föremål i koppar och kopparslagare. Detta ledde henne till att forska på svenska kopparföremål, svenskt kopparslageri, dess hantverkare, stämplar och signaturer. I dagsläget (2021) har hon samlat ihop och dokumenterat, cirka 1 000 stämplar och kartlagt cirka 6 000 svenska kopparslagare verksamma mellan 1300-talet till 2020. 
Hennes verksamhet inom området har lett till att hon blivit expert på kopparföremål, och har medverkat i olika sammanhang som föreläsningar, panelsamtal och utställningar. Hon har även medverkat i TV-programmet Antikmagasinet och inventerat  samlingar av äldre kopparföremål på museer runt om i landet. 
Hon har medverkat i uppbyggnaden av Kopparslagarmuseet i Karlskrona som drivs av kopparslagarmästare och metallkonstnären Michaela Ivarsdotter. Ivarsdotter och Hansson har även gett ut flera böcker tillsammans.
Hansson driver idag (2021) butiken Möbel-Hansson fokuserad på antikviteter och kopparföremål, som ligger i Gamla stan, Stockholm.

## Utmärkelser
- 2017 – Boken Koppar och kopparslagare i Hälsingland utsågs till årets bok på antikmässan i Stockholm 2017.[8][9]